# 회색머리바다수리
회색머리바다수리(Grey-headed fish eagle)는 남아시아와 동남아시아의 물고기를 잡아먹는 맹금류이다. 몸집이 큰 포획자로, 성체는 어두운 갈색이고 머리는 회색이며 아랫배와 흰 다리는 더 가볍다. 어린 것은 더 어두운 줄무늬가 있어 더 창백하다. 종종 작은바다수리와 팔라스바다수리로 혼동된다. 작은바더수리는 깃털이 비슷하지만 더 작고 팔라스바다수리는 서식지와 섭식 행동이 같지만 날개가 길고 아랫배가 더 어두워서 더 크다. 스리랑카에서는 관개용 탱크를 좋아하기 때문에 탱크독수리라고 종종 불린다.

## 묘사

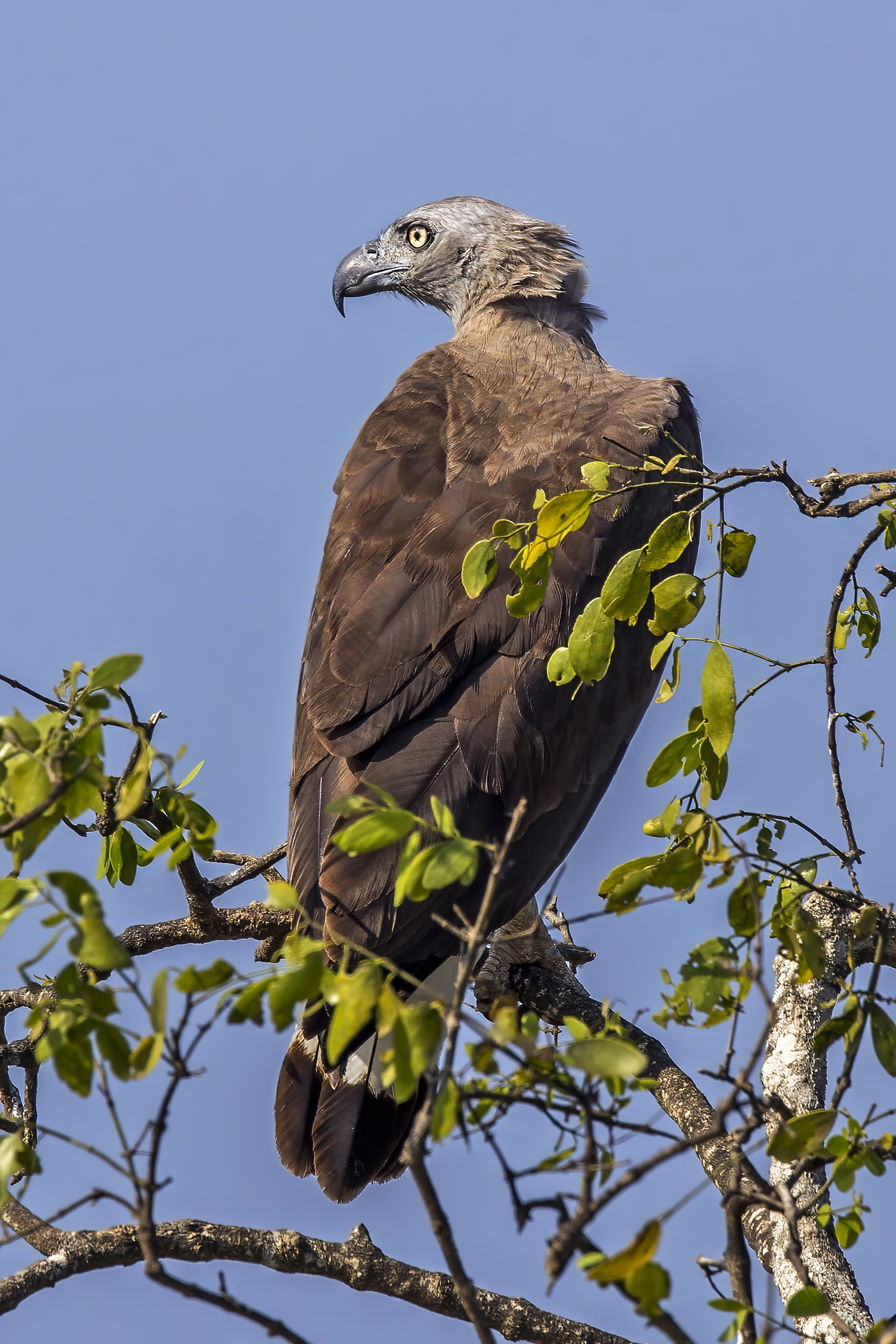
스리랑카 얄라 국립공원의 회색머리바다수리

회색머리바다수리는 작거나 중간 크기이지만 꽤 부피가 큰 바다수리이다. 작은 부리, 긴 목에 작은 머리, 둥근 꼬리, 짧은 다리에 깃털이 없는 부척골과 긴 발톱이 있다. 날개는 그리 길지 않으며 날개 끝은 꼬리의 절반보다 작다. 수컷과 암컷은 성적으로 이형이다. 회색머리바다수리의 몸 길이는 61~75cm이다. 암컷은 1.6kg에 비해 2.3~2.7kg이 수컷보다 무겁다. 꼬리는 23~28cm, 부적골은 8.5~10cm이다. 날개 폭은 155~170cm이다.
성체는 회갈색이고 머리는 옅은 회색, 홍채는 창백하며 배와 꼬리는 흰색이며 하위 말단 밴드가 넓은 검은색이다. 가슴과 목은 갈색이며 날개는 위에는 어두운 갈색, 위에는 검은색 원색, 아래에는 갈색이다. 덜 자란 머리와 목은 갈색이고 목덜미는 더 회색이며 목덜미에 황갈색 눈썹과 흰색 줄무늬가 있다. 나머지 윗부분은 어두운 갈색이며 가장자리에 회색과 제2차, 제3차가 희미하게 막혀 있다. 꼬리는 검은색과 흰색이며 더 넓은 어두운 하위 말단 밴드와 흰색 끝이 있다. 배와 허벅지는 흰색이고 가슴과 옆구리는 흰색으로 줄무늬가 있다. 회색머리바다수리는 성체보다 더 어둡다. 덜 자란 성숙 하위 말단 밴드가 두드러지면서 머리는 더 회색이 되고 줄무늬는 균일한 갈색이 된다.

## 분포 및 서식지
회색머리바다수리는 인도와 동남아시아부터 말레이시아, 서부 인도네시아, 필리핀까지 광범위하게 분포 (38˚ N~6˚ S)한다. 일반적으로 흔하지 않지만 드물거나 지역적일 수 있다. 북인도와 동인도에서 라자스탄주, 우타르프라데시주, 비하르주, 아삼주에서 발견된다. 북스리랑카와 동스리랑카에서는 드물고 네팔에서는 드물고 방글라데시에서는 흔하지 않다. 남태국에서는 희귀하고 지역적이며 라오스에서는 희귀하다. 베트남, 캄보디아, 말레이시아에서 수마트라섬에 부족하고, 자와섬와 술라웨시섬에서는 소수의 지역 개체군과 보르네오섬과 필리핀에서는 부족하다.

### 서식지
회색머리바다수리는 해발 1,500m의 저지대 숲에 산다. 그들의 둥지는 느리게 움직이는 강이나 개울, 호수, 석호, 저수지, 습지, 해안 석호, 하구 등의 수역에 가깝다. 그들은 또한 스리랑카의 관개용 탱크를 자주 사용하는 것으로 알려져 있어서 스리랑카에서 그들의 대체 영어는 어디에서 온 것이다.

## 행동생태학
앉아있는 새로 혼자 있거나 짝을 지어 나타나기도 한다. 그것은 비이동성이다. 덜 자란 개체들은 아마도 짝이나 다른 먹이를 찾기 위해 번식지에서 흩어진다. 회색머리바다수리는 많은 시간을 수역 위에 있는 맨 가지에 똑바로 앉아 보내고, 때때로 물고기를 잡으러 아래로 날아간다. 납작한 날개에 날카롭고 꽉 찬 날개짓을 하는 비행은 보기에 무겁다. 아마도 그것이 살고 있는 서식지 때문에 공중으로 솟구치는 데 거의 시간을 보내지 않으며, 다른 공중 전시는 설명되지 않았다.

### 사냥 및 먹이
통칭에서 알 수 있듯이, 회색머리바다수리는 살아있는 물고기를 잡아먹고 가끔은 파충류와 육상의 새와 작은 포유류를 잡아먹는 전문 물고기이다. 톤레사프호의 프레크토알 보호구역에 있는 회색머리바다수리의 먹이에는 멸종위기에 처한 통레사프 물뱀이 포함되어 있다는 것을 발견했다. 이것이 그들이 먹는 주요 먹이인지 아니면 계절에 따라 발생하는 것인지는 아직 명확하지 않다. 가장 일반적인 먹이 찾기 방법은 짧은 비행으로 수원에 가까운 사냥용 횃대에서 물고기를 잡아 수면이나 바로 아래에서 먹이를 낚아채는 것이다. 또한 강이나 호수에 걸쳐 4분의 1이 펼쳐져 있고, 들기에 너무 무거운 물고기는 둑으로 끌려가 먹어 치울 수도 있다. 또한 먹이를 쫓는 과정이 역동적이며, 급류와 같은 거친 물에서도 물고기를 잡을 수 있다. 잿빛머리독수리속의 두 종 모두 물고기를 잡는 데 특화된 물수리처럼 강하게 재발한 발톱을 가지고 있는데, 흰꼬리수리속에는 없다.